# Cristóvão Colombo de Melo Matos
Cristóvão Colombo de Melo Matos (Minas Gerais, 17 de fevereiro de 1873 — São Paulo, 26 de julho de 1955) foi um coronel do Exército Brasileiro e comandante na Revolução Constitucionalista de 1932.

## Biografia
Cristóvão Colombo de Melo Matos nasceu em 17 de fevereiro de 1873, natural de Minas Gerais, filho de Carlos Esperidião de Mello Mattos e Maria Cristália de Albuquerque de Mello Mattos, e irmão do advogado João Baptista de Mello Matos.
Em 5 de março de 1890 assentou praça no Exército Brasileiro, matriculando-se na Escola Militar de inferiores, na então capital federal. Teve também passagens na Escola Militar do Ceará e na Escola Militar do Rio Grande do Sul.
Em 1900 foi admitido no curso geral da então Escola Militar do Brazil, passando a qualidade de alferes-aluno da Escola, de onde saiu diplomado em agosto 1905 na arma da cavalaria, na qualidade de alferes e agrimensor militar. Em novembro de 1904, durante a rebelião de alunos naquela Escola Militar, no contexto da Revolta da Vacina preferiu não tomar parte da sublevação. No final de 1905 foi promovido a segundo-tenente.
Em 27 de setembro de 1905, por despacho do Ministro da Guerra, foi condecorado com a medalha de bronze do Mérito Militar.
Em 24 de janeiro de 1906 foi promovido a primeiro-tenente, por estudos.
Em 2 de agosto de 1911 foi promovido a capitão.
Em 21 de julho de 1919 foi promovido a major.
Em 12 de setembro de 1923 foi promovido a tenente-coronel, por antiguidade.
Serviu em diversas unidades do Exército, entre as quais, no 1º, 2º, 7º, 8º e 9º Regimentos de Cavalaria, 12º Regimento de Cavalaria Divisionária, Corpo de Alunos da Escola Militar do Realengo, 4ª Circunscrição de Recrutamento Militar e ainda comandou o 5º Corpo de Trem da 3ª Região Militar.
Durante a Revolução de 1924 foi preso junto a vários oficiais do Exército, por deserção e suspeita de participação na sublevação armada ocorrida em São Paulo.
Em 3 de agosto de 1924, por decreto do Presidente da República Arthur Bernardes, foi transferido para a 2ª classe do Exército, com a patente de tenente-coronel, por ter sido considerado desertor. Porém, após investigação e inquérito, em 12 de novembro daquele ano, o ato foi revogado e o oficial passou para a reserva militar de 1ª classe, a pedido. Na reserva, recebeu a patente de coronel.
Participou dos preparativos para a Revolução Constitucionalista de 1932. Uma vez deflagrado o levante ofereceu seus serviços ao comando supremo do Exército Constitucionalista por intermédio do seu amigo, o general Isidoro Dias Lopes, que recomendou o coronel ao comando da Revolução.
O general Bertoldo Klinger aceitou o pedido e em 21 de julho de 1932 designou o coronel Melo Matos para o comando da Praça Militar de Santos e do Setor Litoral, em substituição ao general Brasílio Taborda então nomeado comandante do Setor Sul, mas que já preparara o plano de defesa do Porto de Santos e do litoral paulista. Contribuiu no planejamento e organização das defesas do litoral sul, o comandante do 6º Batalhão de Caçadores Paulistas (6º B.C.P.), o coronel Índio do Brasil, que veio a assumir o comando do setor em 1º de outubro, já nos últimos dias do conflito.
O setor litoral comandado pelo coronel Melo Matos contemplava diversas unidades posicionadas entre na região do Porto de Santos e nos litorais sul e norte, entre as quais, o 6º B.C.P. da Força Pública de São Paulo, a Companhia Isolada do Exército de Santo Amaro, o Batalhão Ferragista, a Guarnição do Forte de Itaipu, Batalhão Amador Bueno, Batalhão de Iguapé e Batalhão Tiro Naval de Santos. Entregou para a campanha “Ouro Para a Vitória” seu relógio de ouro Patek Phillippe que foi rifado em 100 bilhetes de 50 mil réis cada, contribuindo assim materialmente para o esforço de guerra paulista.
Em 1º de outubro de 1932, quando ocorriam as tratativas para o fim do conflito, deixou o posto. Em 6 de outubro foi preso e seguiu para a capital federal. Em 15 de dezembro deportado na terceira leva de exilados políticos. Em julho de 1933 tentou regressar ao Brasil, mas no desembarque no Porto de Santos foi impedido, por não possuir os documentos exigidos pela Polícia Marítima.
Em janeiro de 1936, durante estado de sítio, o coronel foi preso e recolhido ao presídio do Paraíso, na cidade de São Paulo.
Em 1938, durante o regime ditatorial do Estado Novo, o coronel foi perseguido e preso. Posteriormente julgado pelo Tribunal de Segurança Nacional (TSN) (um tribunal de exceção do regime), mas foi absolvido por falta de provas.
Em janeiro de 1940 foi reformado militarmente por decreto do Presidente da República, por ter atingido a idade limite determinada nos regulamentos militares.
Faleceu em 26 de julho de 1955, na cidade de São Paulo. A Missa de Sétimo Dia foi realizada na Igreja Nossa Senhora do Carmo, na capital paulista, e no Rio de Janeiro realizada na Igreja Santa Rita. Foi casado com Luíza Scuvero de Melo Matos. Teve os filhos Carlos Henrique, Rosalina Cristalina, Carmo, Branca, Ary (falecido em março 1934) e Cristóvão Colombo Filho (falecido em janeiro de 1956).
Pelo decreto estadual nº 40.329, de 5 de julho de 1962, foi autorizado a transferência dos seus restos mortais para o Monumento e Mausoléu do Soldado Constitucionalista de 1932, no Ibirapuera, na capital paulista.